# Tinodes silvicolus
Tinodes silvicolus är en nattsländeart som beskrevs av Douglas E. Kimmins 1955. Tinodes silvicolus ingår i släktet Tinodes och familjen tunnelnattsländor. Inga underarter finns listade i Catalogue of Life.